# El castell dels Càrpats
El castell dels Càrpats és una novel·la de Jules Verne publicada el 1892 que es considera una raresa dins la producció d'aquest autor, ja que segueix les convencions de la novel·la gòtica a diferències d'altres llibres de Verne. Existeix una traducció en català publicada per Edicions de la Magrana l'any 2000.

## Argument
El baró de Gortz segueix de manera malaltissa la cantant d'òpera Stilla, perquè s'ha enamorat de la seva veu. Ella, però, estima Telek, un comte que també acudeix a tots els seus concerts. Una nit, mentre ella sembla cantar per amor a Telek i després dels anuncis de casament i de retirada dels escenaris, el baró embogeix i s'acosta a Stilla enmig d'una representació. Ella, només veure la cara pàl·lida del seu assetjador, cau morta d'un infart, causant la desesperació dels seus dos admiradors.
El baró es retira a un castell que té a Transsilvània, del qual comencen a sortir àries cantades amb una veu majestuosa. El poble està convençut que el baró ha pogut atrapar l'esperit de Stilla. Telek se n'assabenta i s'esmuny dins del castell, decorat amb gran luxe però una ambientació força tètrica i, efectivament, sent la veu de la seva estimada. S'acosta a una cambra i la veu projectada en una paret, cantant.
Aleshores dispara al baró, que cau a terra i en aquell moment s'esvaeixen tant la veu com el rostre de Stilla. Aterrorit, intenta escapar del castell i és rescatat per uns amics. Aquests descobreixen llavors el misteri: el baró havia fet gravar la veu de Stilla en uns cilindres per reproduir-la a la seva voluntat i la imatge n'era el reflex de diversos miralls a partir d'un retrat. El tret de Telek va encertar el mecanisme del dispositiu, espatllant-lo per sempre, i d'aquí la desaparició sobtada de Stilla.

## Anàlisi
La novel·la presenta alguns dels elements propis de la novel·la gòtica, com ara el castell medieval d'ambientació de terror, la suposada presència d'elements sobrenaturals, el caràcter inquietant del protagonista (amb el rostre pàl·lid canònic) i amors turmentats. Els vilatans aterrits que propaguen la llegenda d'un senyor demoníac serà una constant en altres obres del gènere, entre aquestes la cèlebre novel·la Dràcula, que té el castell també en aquesta mateixa regió. El desig de conservar una dona estimada més enllà de la mort apareix igualment en altres obres gòtiques, en forma d'aparicions, cadàvers en tombes o simulacres.
La diferència, però, és el final absolutament racional de Verne i el seu recurs a la ciència i la tècnica per a explicar els fenòmens aparentment sobrenaturals, propis del realisme de finals del segle xix. La presència d'invents és una constant en les seves novel·les, alguns d'aquests avançant-se a la seva execució real. La bogeria dels dos homes s'explica també de manera científica, amb l'obsessió per l'amor i la veu de la cantant. També és un fet físic el que posa fi a l'embolic, un tret que trenca un cilindre, i no pas conjurs o altres recursos propis de la literatura fantàstica.